# 신창원역
신창원역(Sinchangwon station, 新昌原驛)은 경상남도 창원시 의창구 차룡동에 위치하는 진해선의 철도역이다. 경상남도 중부권의 대표적인 화물 취급 역으로 13,000평 규모의 철도물류기지가 조성되어 있으며, 인근에 철도차량 제작 회사인 현대로템의 공장이 있어 이곳에서 제작된 열차는 대부분 이 역을 거쳐 이동된다. 역 인근에는 창원종합버스터미널과 뉴코아아울렛 창원점, 홈플러스 창원점이 있다. 2015년 2월 1일에 여객 취급은 중단되었고, 지금은 화물 취급만 하고 있다.

## 역사
- 1961년 4월 1일 : 용원역(龍原驛)으로 영업 개시 (무배치간이역)[1]
- 1964년 11월 1일 : 배치간이역으로 승격[2]
- 1972년 7월 20일 : 무배치간이역으로 격하[3]
- 1981년 1월 15일 : 신창원역으로 역명 변경 개시[4]
- 1985년 7월 1일 : 배치간이역으로 격하[5]
- 2001년 7월 1일 : 보통역으로 승격[6]
- 2004년 11월 18일 : 컨테이너 야드(CY)를 비롯한 철도물류기지 준공, 화물 취급기능을 남창원역으로부터 이관
- 2006년 11월 1일 : 통근열차 운행 중지, KTX 연계 대구행 새마을호 운행 개시(2012년에 동대구역 종착으로 단축)
- 2012년 11월 1일 : 새마을호 운행 중지, 마산행 무궁화호 운행 재개
- 2015년 2월 1일 : 여객 취급 중지[7]

## 타는 곳
2006년 새마을호 열차 운행 개시 이후 승강장의 전면 개보수 작업을 실시하여, 승강장 전체를 콘크리트 도상으로 재포장하였다. 그러나 의자등의 편의시설은 전혀 설치되어 있지 않다.
전체적으로는 1면 2선으로 구성되어 있으나, 실질적으로는 열차 교행의 경우를 제외하고는 일반적으로 역사로부터의 바깥쪽 타는 곳으로 열차 여객승하차를 취급하고 있다. 이는 승강장이 섬식형태로 건설되어 있고 평면 건널목이 안쪽 진입선을 가로질러 설치되어 있기 때문에, 안쪽 진입선으로 열차가 들어올 경우 열차가 승강장과 역사 사이를 막아 버리게 되어 통행에 어려움이 많기 때문이다.

## 사진

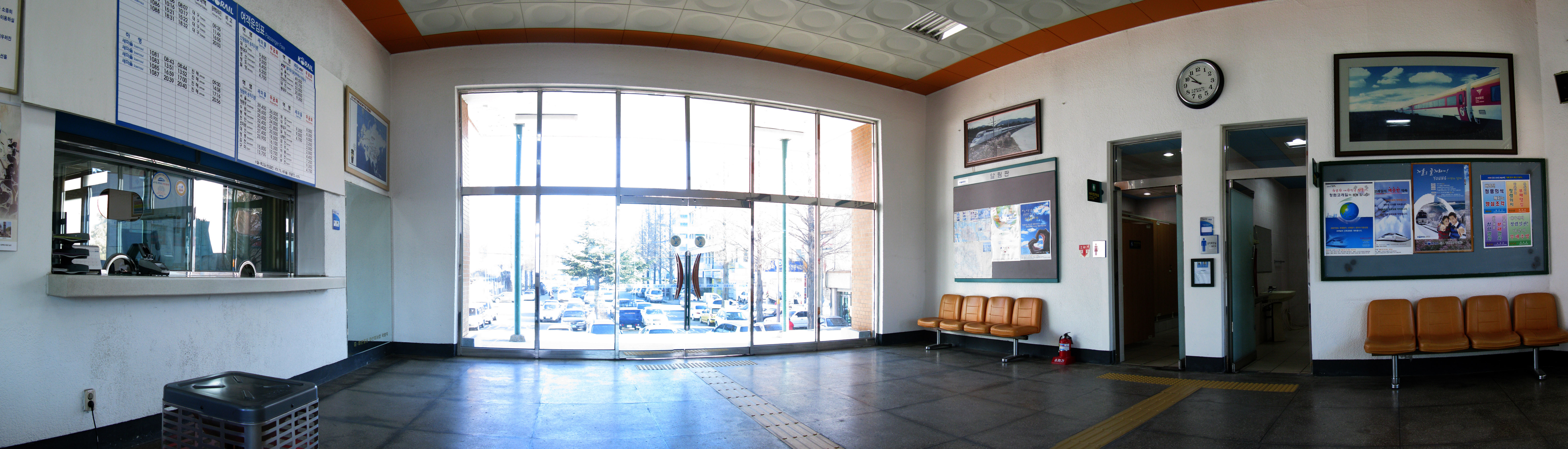
역 내부
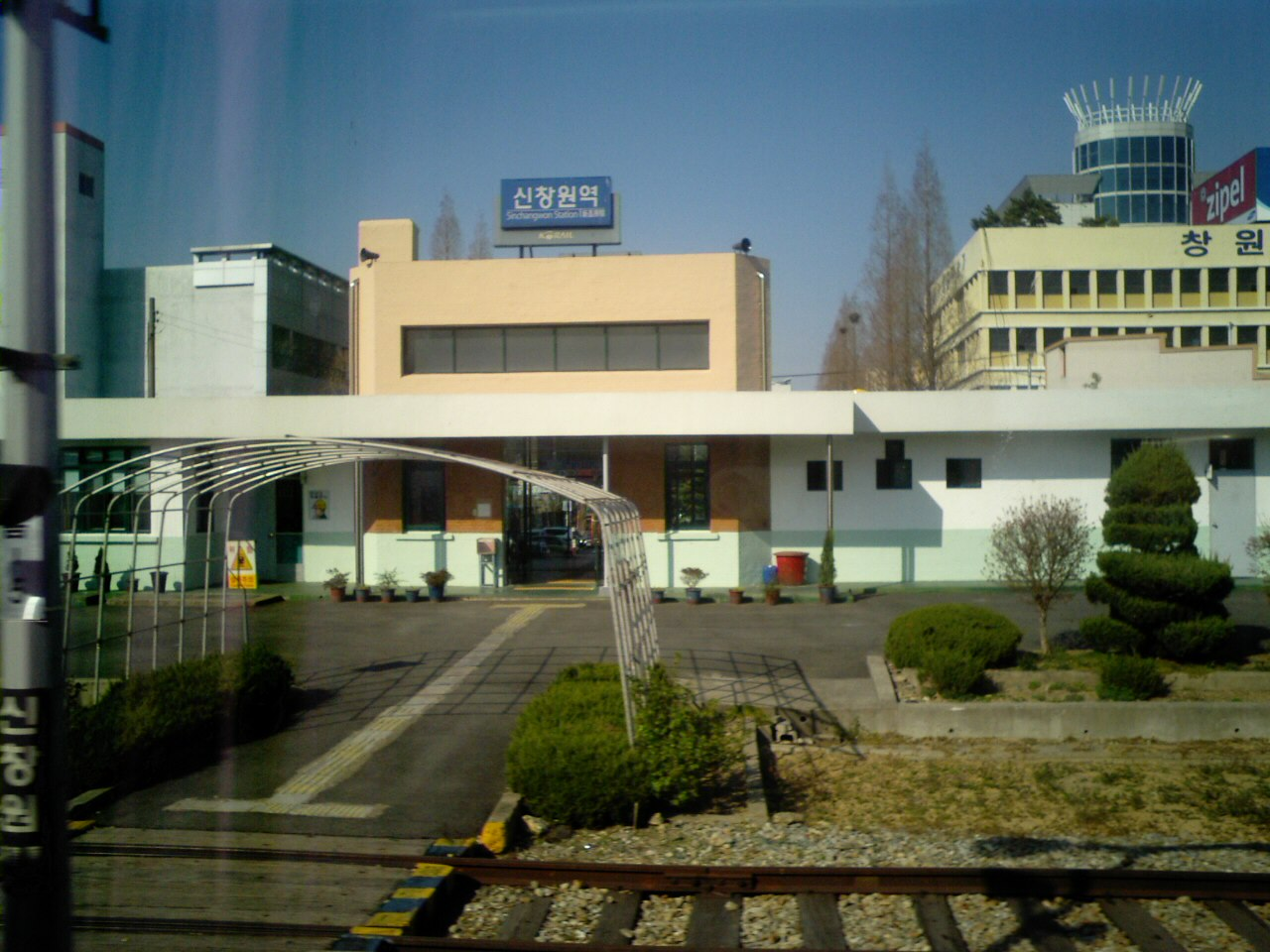
역 뒷면
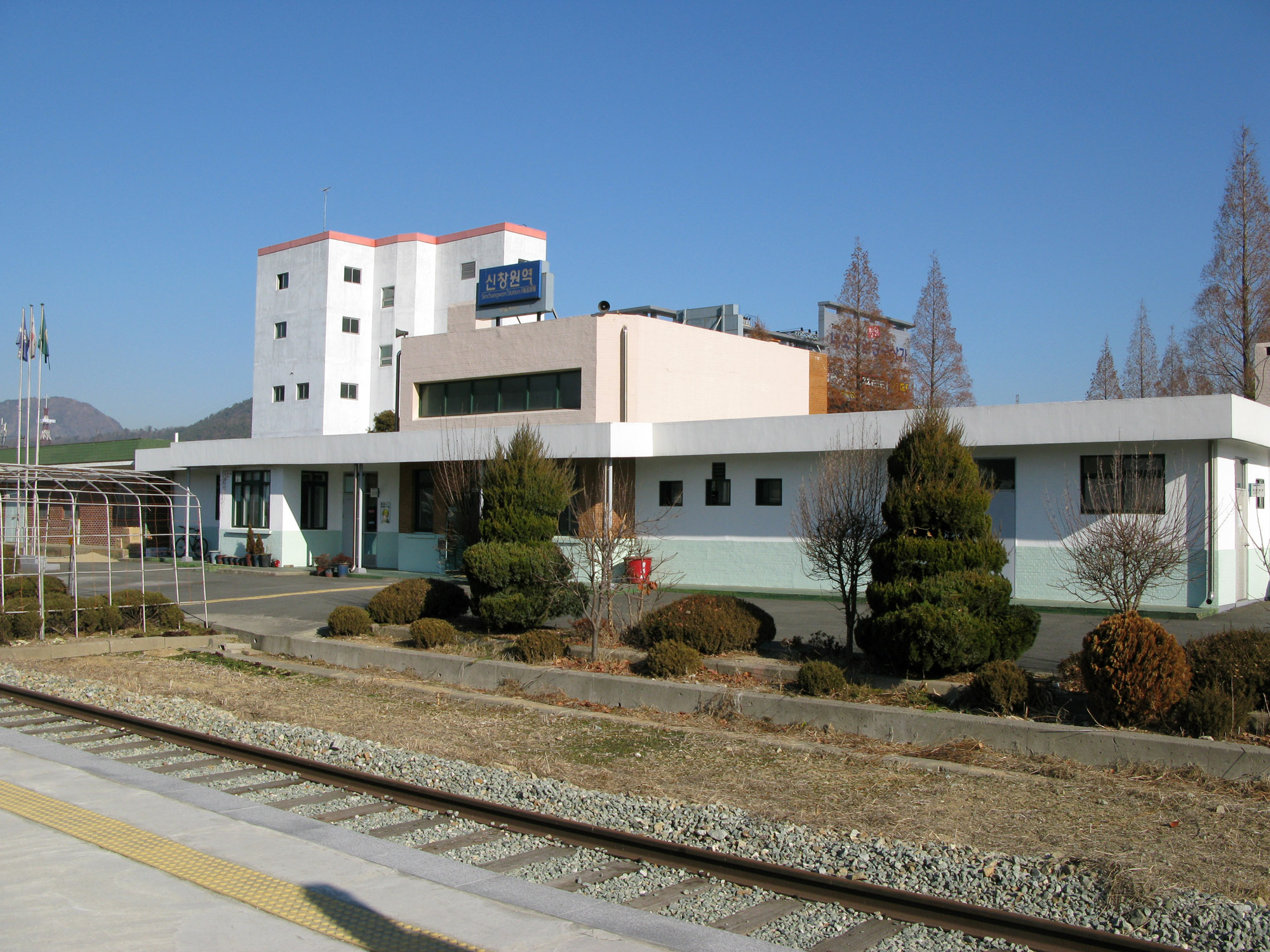
역 뒷면
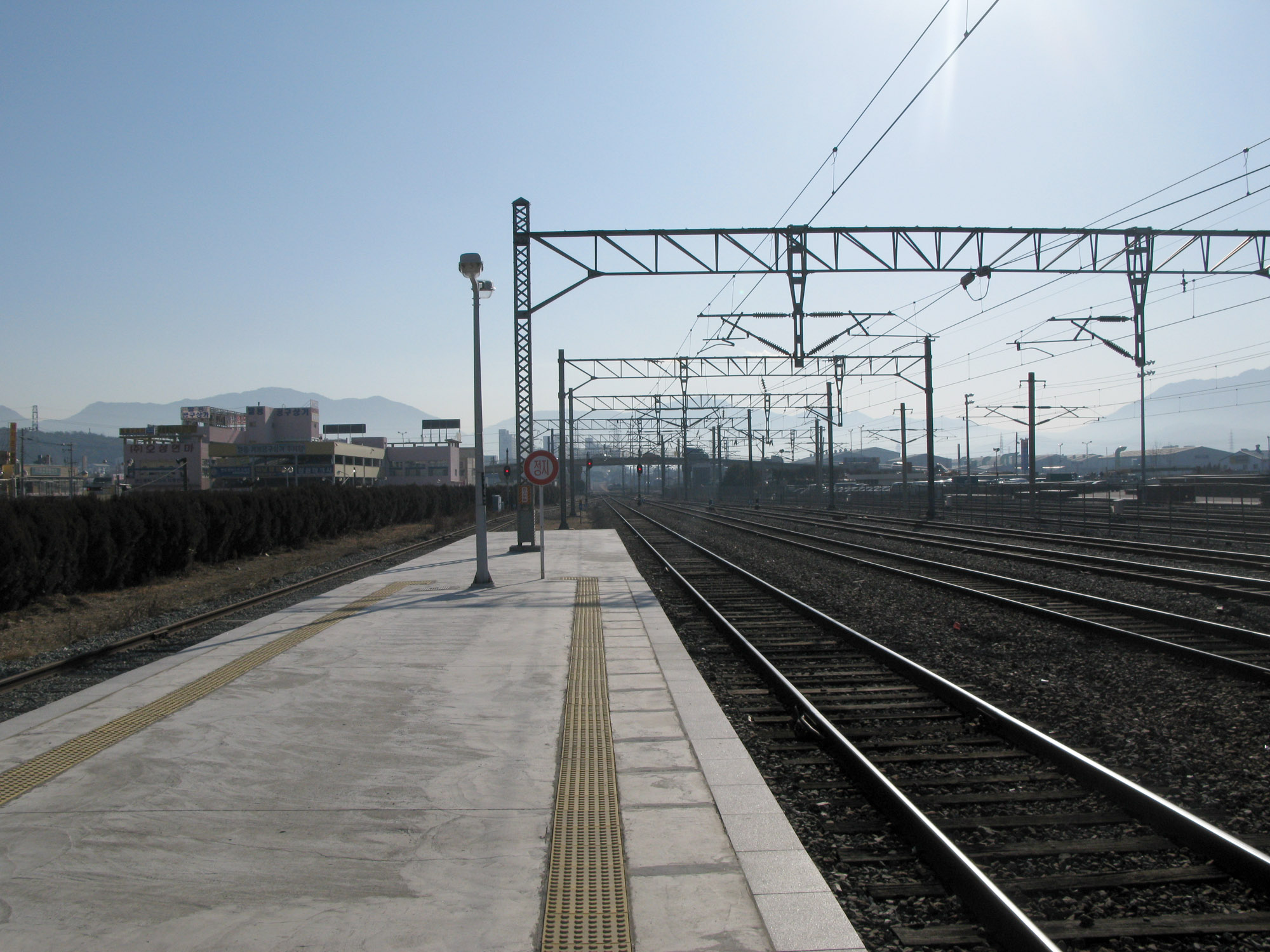
승강장 (진해 방향)